# 和鵬
和鵬（1452年—？），字大舉，山西太原府平定州人，民籍，明朝政治人物。

## 生平
山西鄉試第二十九名舉人。成化二十三年（1487年）中式丁未科會試第二百三十五名，三甲第九十名進士。弘治十一年任河南西平县知县，歷官蘇州府同知，正德元年（1506年）四月升江西按察司佥事。

## 家族
曾祖和桂；祖父和楫；父和良弼，母呂氏；繼母李氏。具庆下。兄和鸞（知府）；和鳳；和鸿。